# Pará
|  | Per a altres significats, vegeu «riu Pará». |

Pará és un estat del Brasil al centre de la Regió Nord, que limita amb Surinam i Amapá al nord, amb l'oceà Atlàntic al nord-est, amb Maranhão a l'est, amb l'Estat de Tocantins al sud-est, amb Mato Grosso al sud, amb Amazones a l'oest i amb Roraima i Guyana al nord-oest. Té una superfície d'1.253.164,5 km². La seva capital és Belém.